# Cowpers kirtel
De Cowperske kirtler eller glandulae bulbourethrales er to kirtler på størrelse med en ært og ligger i muskulaturen lige under prostata (blærehalskirtlen). De munder ud i urinrøret umiddelbart efter blærehalskirtlen. De udtømmer før sædudløsning en basisk rense- og smørevæske. Ud over smørefunktion sikrer den basiske væske, at sædcellerne ikke bliver slået ihjel, når de møder skedens sure miljø. Væsken udgør mindre end 5 % af sædvæskemængden.
De Cowperske kirtler svarer til Bartholins kirtler hos kvinder. Bartholins kirtler sidder i kønslæberne.